# Área de Conservação da Paisagem de Paunküla
A Área de Conservação da Paisagem de Paunküla é um parque natural localizado no condado de Harju, na Estónia.
A área do parque natural é de 623 hectares.
A área protegida foi fundada em 1981 para proteger as colinas de Paunküla e os lagos entre as colinas.